# Kambainallur
Kambainallur är en ort i Indien.   Den ligger i distriktet Dharmapuri och delstaten Tamil Nadu, i den södra delen av landet, 1 800 km söder om huvudstaden New Delhi. Kambainallur ligger 415 meter över havet och antalet invånare är 12 194.
Terrängen runt Kambainallur är huvudsakligen platt, men åt sydväst är den kuperad. Runt Kambainallur är det ganska tätbefolkat, med 214 invånare per kvadratkilometer. Närmaste större samhälle är Dharmapuri, 19,4 km sydväst om Kambainallur. Trakten runt Kambainallur består till största delen av jordbruksmark.